# Elena Ezhova
Elena Ezhova (Melitopol, 14 de agosto de 1977) é uma voleibolista profissional russa, que atua como líbero.

## Carreira
Elena Ezhova representou a Seleção Russa de Voleibol Feminino nos Jogos Olímpicos de Verão no Rio de Janeiro, que foi quinta colocada.